# Історія Нігеру

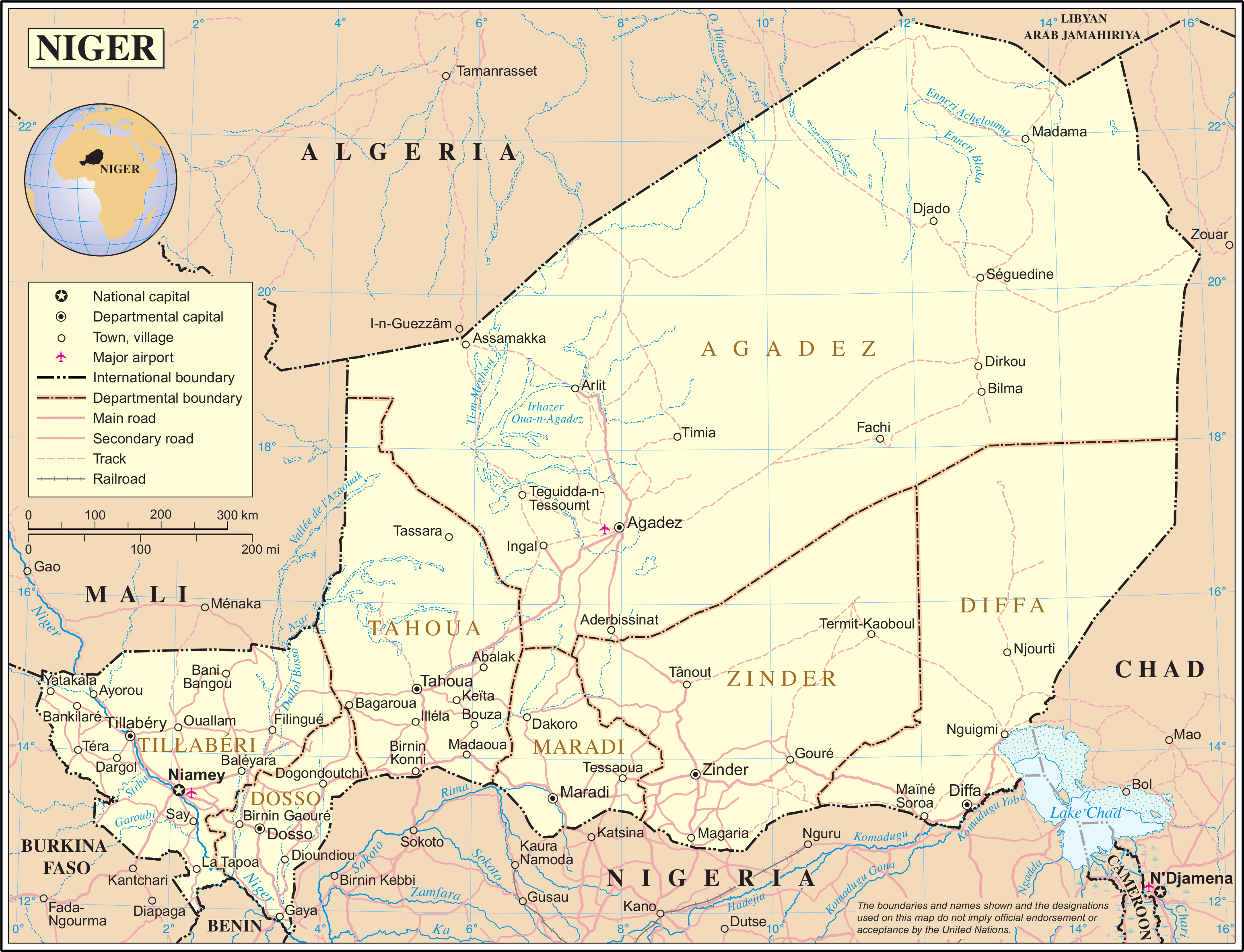
Сучасний Нігер

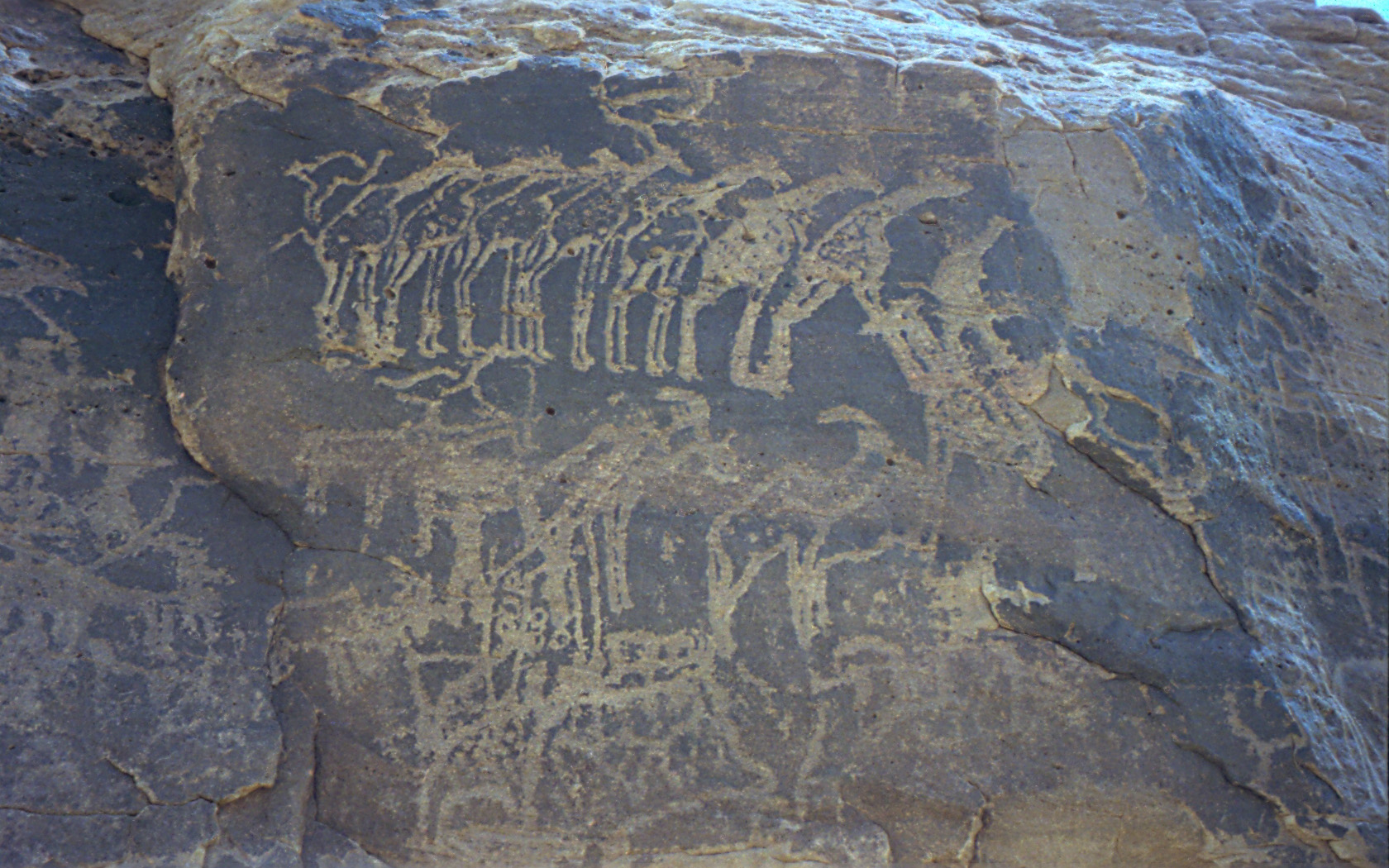
Стародавні наскельні гравіювання на яких зображене стадо жирафів та інші дикі тварини південної Сахари.

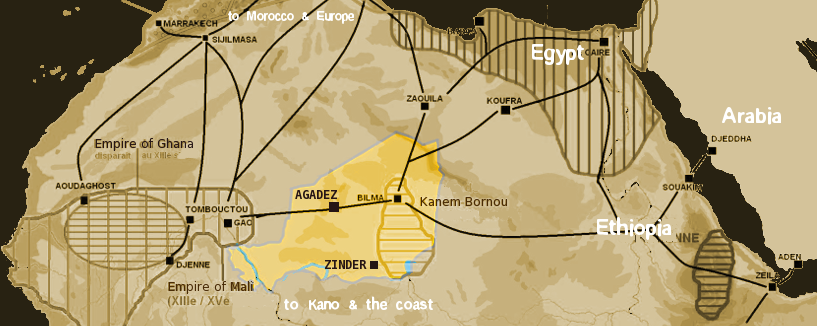

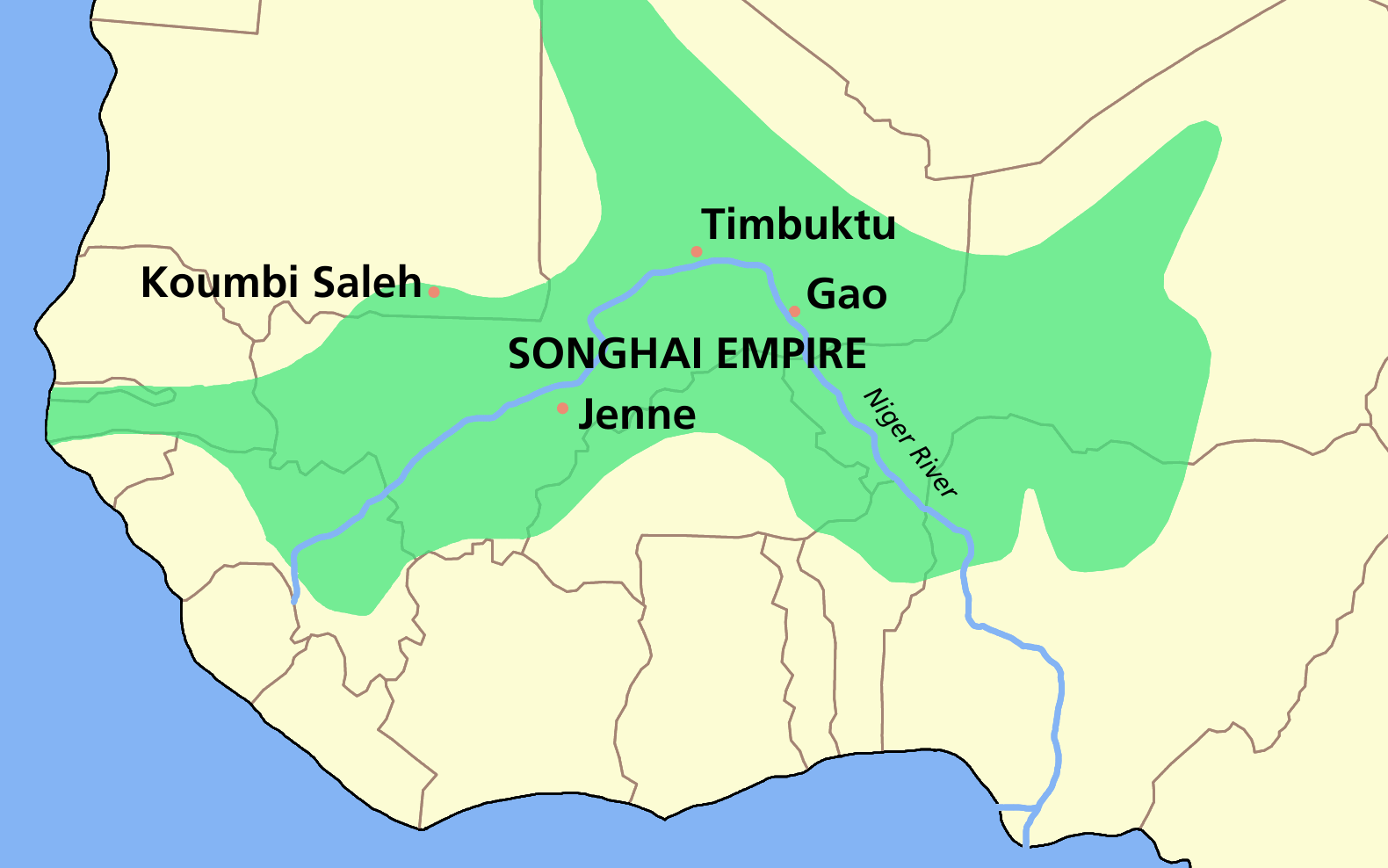
Сонгайська імперія в часи свого найбільшого територіального розширення у 1500 році.

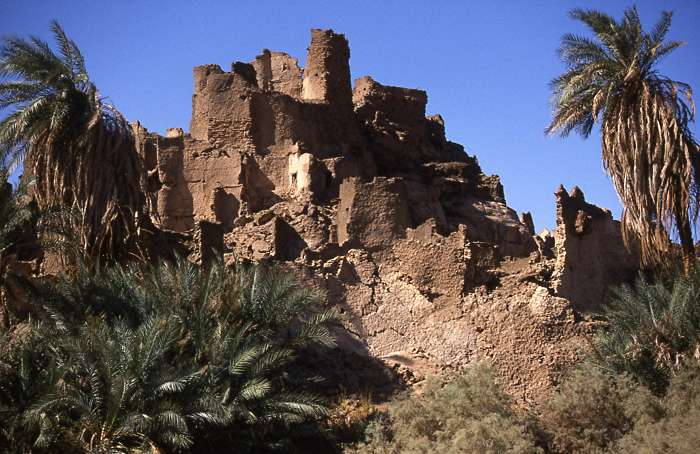
Руїни торгової оази на плато Джада в північному Нігері.

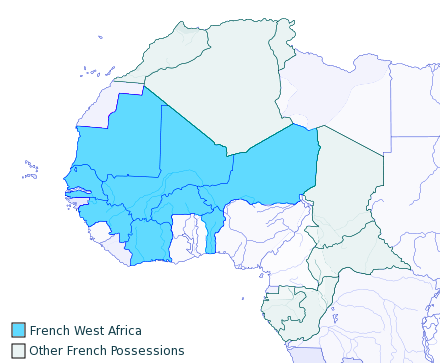
Французька колоніальна Західна Африка станом на 1918 р.

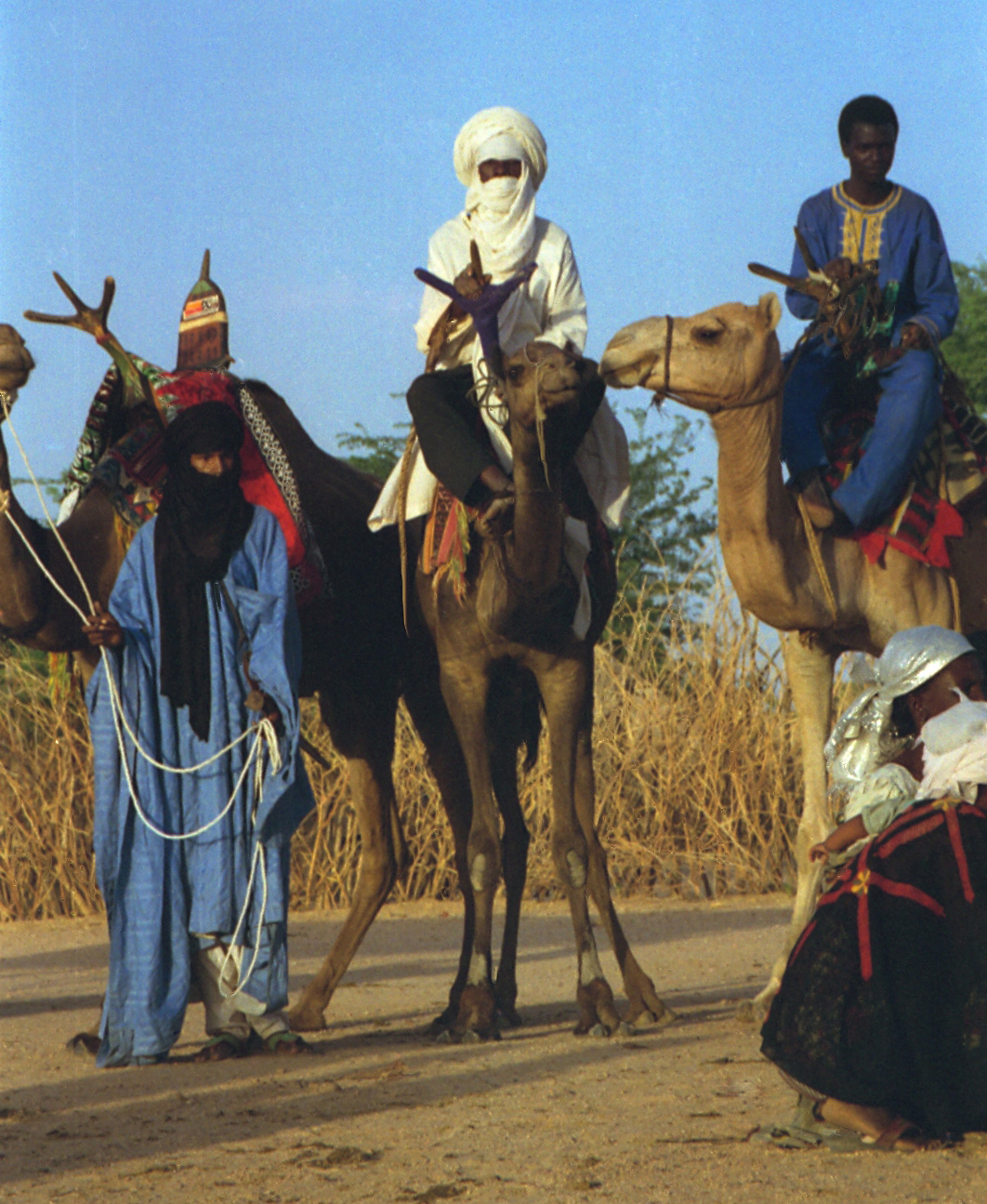
Туареги в Нігері, 1997.

## Доісторичний Нігер
Люди жили на території Нігеру з найдавніших часів. Близько 3,5 млн років тому в сусідньому Чаді були знайдені останки австралопітека бахр-ель-газальського.
Дослідження маловідомої передісторії місцевого населення, яке населяло південні регіони сучасного Нігеру, вимагає від археологів значних зусиль. У пустелях і горах Півночі увагу дослідників привертають стародавні покинуті міста і доісторичні наскельні малюнки, знайдені на плоскогір'ї Аїр і в пустелі Тенере.
Багато свідчень вказує на те, що близько 60 000 років тому люди заселяли територію, що тепер стала безлюдною частиною пустелі Сахара на півночі Нігеру. На тих теренах принаймні до 7-го тис. до н. е. були родючі луки, а тутешнє населення займалося скотарством, розведенням овець і кіз; тут були також великі поселення, де займалися гончарством. Велика рогата худоба з'явилася в Центральній Сахарі (Ахаггар) між 4000 і 3500 рр. до н. е. Цінні наскельні малюнки, знайдені в плоскогір'ї Аїр, датовані 3500—2500 р. до н. е., зображують рослинний і тваринний світ, який суттєво відрізняється від наших уявлень про цю місцевість.
Одна нещодавня знахідка дає змогу припустити, що Сахара на північному сході сучасного Нігеру була домівкою низки суспільств епохи голоцену. Один із сучасних сайтів, присвячених Сахарі, показує, як осілі мисливці, рибалки і збирачі жили на краю мілководних озер близько 7700—6200 рр. до н. е., але зникли під час сильної посухи, яка зберігалася протягом тисячоліття — 6200—5200 рр. до н. е. Кілька колишніх поселень регіону та археологічні пам'ятки, знайдені там, датуються періодом Зеленої Сахари — 7500—7000 і 3500—3000 рр. до н. е. Коли клімат став вологішим, знову з'явилися савани, луки та озера, і знову на терени сучасної пустелі Тенере прийшли люди, що практикували полювання, рибальство і скотарство. Це населення протривало тут майже до історичних часів, від 5200—2500 до н. е., коли розпочався нинішній посушливий період. Найвідомішим поселенням цього періоду є відкрите 2000 р. поселення Гоберо на заході пустелі Тенере.
Оскільки Сахара стала посушливішою після 2000 р. до н. е., північ Нігеру стала пустелею. Більшість населення сьогодні мешкає на південному кордоні з Нігерією та на південному-заході країни.

### Техніка металообробки
У 2002 році ЮНЕСКО опублікувала дослідження, яке показує, що виплавляти залізо на масиві Терміт, у східній частині Нігеру, можливо, почали ще в 1500 році до н. е. Цей висновок, який може мати велике значення як для історії Нігеру, так і для історії поширення технології металообробки в Африці на південь від Сахари, є поки що спірним. Старіші дослідження датували поширення міді та заліза в регіоні початком 1-го тисячоліття нашої ери — на 1500 років пізніше, ніж знахідки в масиві Терміт.

## Давня історія
Принаймні з V ст. до н. е. Карфаген і Єгипет стали завозити із Західної Африки золото, слонову кістку, рабів, сіль, тканини, бісер і металеві вироби. У цій торгівлі Нігер був на торговому шляху між імперіями Сахеля та імперіями Середземномор'я.
Торгівля тривала і в римські часи. Хоча є згадки про прямі подорожі від Середземномор'я до Західної Африки, більшість торговельних операцій велася через посередників, які жили в цьому регіоні і завдяки цьому знали безпечні проходи через пустельні землі. Александрійський географ Клавдій Птолемей у своїх працях описав похід римського полководця Юлія Матерна в Agisamba regio — гірську країну, де, за його словами, мешкали носороги. Похід нібито відбувся у 86 р. до н. е., а військо, яке вийшло з Лептіс-Магни, досягло міста Гарами (нині Джерма) в Феццані і разом із царем гарамантів відправилось у каральну експедицію проти одного «ефіопського» плем'я, підвладного цьому монарху. Похід нібито тривав 4 місяці. Гірська країна з носорогами, скоріше за все, відповідає горам Аїр на півночі Нігеру.
Останні археологічні відкриття в Бура (на південному-заході Нігеру) і в сусідній південно-східній частині Буркіна-Фасо документально підтверджують існування культури залізного віку Бура з III по XIII ст. н. е. Система поселень Бура-Асінда покривала нижню рівнинну частину ріки Нігер. Але необхідні подальші дослідження, щоб зрозуміти, яку роль ці цивілізації відігравали в стародавній та середньовічній історії Західної Африки.

### Приручення верблюда
Найбільш ранні свідчення про одомашнення верблюдів у регіоні датуються III століттям. Використання берберами цих тварин давало їм змогу підтримувати більш регулярні контакти по всій ширині Сахари, але регулярні торгові шляхи не розвивався аж до початку навернення в іслам Західної Африки в VII і VIII століттях.
Два основних торгових маршрути з'явилися в той час. Перший пролягав через західну частину пустелі із сучасного Марокко до вигину р. Нігер, другий від сучасного Тунісу до озера Чад. Ці ділянки були відносно короткими і мали необхідну мережу випадкових оаз. Далі на схід від Феццана цей торговий шлях пролягав через долину Кауар до озера Чад, Лівія була непрохідною через відсутність оаз і сильні піщані бурі. Маршрут від згину Нігеру до Єгипту був закинутий в X столітті через його небезпечність.

## Імперіальний Нігер
Нігер був важливим економічним перехрестям, тому імперії Сонгай, Малі, королівства Денді, Гао і Канем-Борну, а також ряд держав Хауса, намагалися встановити контроль над районами країни. Протягом останніх століть кочовики-туареги утворили великі конфедерації, рушили на південь, зіткнулися з різними державами Хауса та з імперією Сокото, яка тримала під контролем значну частиною території Хауса в кінці XVIII століття. Район урешті-решт став відомий як імперія Борну. Вона припинила існування в 1893 році.

## Колонізація
У XIX столітті розпочалися перші контакти з Європою, коли перші європейські відкривачі, зокрема Мунго Парк (британець) та Генріх Барт (німець), досліджували гирло річки Нігер. Попри те що зусилля Франції, спрямовані на умиротворення місцевого населення, почалися ще до 1900 року, дисидентські етнічні групи, особливо населяючі пустелю туареги, не були підкорені аж до 1922 року, коли Нігер став французькою колонією.
Колоніальна історія та розвиток Нігеру є паралельними з іншими територіями Французької Західної Африки. Франція керувала західно-африканськими колоніями через генерального губернатора в Дакарі (Сенегал), та губернаторів на окремих територіях, включаючи Нігер. Окрім надання обмеженої форми громадянства Франції для мешканців цих територій, французька конституція 1946 року передбачала децентралізацію влади та обмежену участь у політичному житті місцевих дорадчих асамблей.

## На шляху до незалежності
Подальший перегляд статусу заморських територій Франції відбувся з прийняттям Закону про закордонні реформи (Loi Cadre) від 23 липня 1956 р.. Після цього відбулися реорганізаційні заходи, затверджені Французьким парламентом на початку 1957 р.. Крім усунення нерівності в голосуванні, ці закони передбачали створення органів державної влади, що гарантували б окремим територіям самоуправління та контроль над внутрішніми справами, як-от освіта, охорона здоров'я та інфраструктура.
Після утворення П'ятої французької республіки 4 жовтня 1958 року територіям Французької Західної Африки і Французької Екваторіальної Африки було надано право провести референдум про своє членство у Французькій співдружності — видозміненій формі Французького Союзу. Референдум дозволив обмежене самоврядування і розглядався як шлях до здобуття незалежності.
Вибори, що відбулися 4 грудня (про те, чи залишатися в спільноті французьких держав), були оскаржені двома політичними блоками територіальної асамблеї. Прогресивна партія Нігерії (PPN), спочатку регіональна філія Африканського демократичного зібрання (RDA), зайняла ключові позиції в Союзі за Франко-африканське співтовариство (UCFA). PPN очолював заступник спікера Асамблеї Амані Діорі. Інший блок очолював тодішній керівник Асамблеї Джибо Бакарі. Його рух «Соціалістичний Африкан» (відомий під назвою Саваба — незалежність на мові хауса) закликав голосувати проти: це була одна з двох політичних організацій у Французькій Західній Африці, що наважилася це зробити.
У той час, як завжди, стояло питання про французький вплив у голосуванні. Результати виборів були підтверджені 16 грудня 1958 р. PPN, який керував UCFA, здобув 358 000 голосів, перемігши Саваба (98 000), отримавши 54 місця проти 4 у зборах (серед усіх 60). 18 грудня Нігер оголосив себе Республікою у складі Французького співтовариства, а територіальне Зібрання стало установчими Зборами. Ця дата (18 грудня 1958 року) відзначається як День Республіки, національне свято Республіки Нігер і вважається датою заснування держави.
У 1958 році Діорі став президентом тимчасового уряду, а пізніше, у 1959 р., став прем'єр-міністром Нігеру. Організувавши потужну коаліцію з лідерів племен хауса, фула, і джерма, які забезпечили йому підтримку на референдумі, Діорі отримав взамін і французьку підтримку. Протягом 1959—1960 років уряд Франції заборонив усі політичні партії, крім PPN, ефективно перетворюючи Нігер на однопартійну державу. Лідери Саваба втекли у вигнання, а члени партій, що входили в UCFA, були включені в PPN.

## Незалежність
11 липня 1960 р. Франція погодилася визнати повну незалежність Нігеру. У П'ятій французькій республіці пройшов перегляд засад членства у Французькій співдружності і було дозволено членство незалежним державам. 28 липня Законодавчі збори Нігеру були перетворені Національні збори Нігеру. Незалежність була проголошена 3 серпня 1960 року під керівництвом прем'єр-міністра Діорі. Згодом у листопаді 1960 року Діорі був обраний Національними зборами на пост президента Нігеру. Під час його президентства уряд сприяв підтримці традиційних соціальних структур та збереженню тісних економічних зв'язків із Францією. Він був переобраний президентом в 1965 і 1970 роках.
Діорі заслужив всесвітню повагу, виконуючи роль представника у справах Африки і популярного арбітра у конфліктах з участю інших африканських країн. Усередині країни, проте, його адміністрація була пронизана корупцією, і уряд виявився нездатним здійснити необхідні реформи аби полегшити повсюдно поширений голод, викликаний сахельськими посухами на початку 1970-х років. Дедалі більше критикували його за недбалість у побутових питаннях. Діорі придушив державний переворот в 1963 році і дивом уникнув вбивства в 1965 році. Зіткнувщись зі спробою військового перевороту і нападу членів Саваба, він використовував французьких радників і військовослужбовців для протидії загрозам своїй владі, незважаючи на студентські та профспілкові акції протесту проти французького неоколоніалізму. Однак його відносини з Францією погіршилися після того, як його уряд висловив невдоволення рівнем інвестицій для видобутку урану, коли французький Президент Жорж Помпіду відвідав Нігер в 1972 році.
PPN перетворилася на платформу для групи лідерів політбюро, згрупованих навколо Діорі і його радників, які були значною мірою незмінними від перших виборів в 1956 році. До 1974 року партія не провела жодного з'їзду з часів 1959 року. Виборчі списки PPN були сформовані з традиційних правителів з основних етнічних регіонів, яким після виборів в Асамблею було дано лише церемоніальну владу. Етнічна напруга також зросла під час режиму Діорі. Політбюро та кабінети складалися майже винятково з етнічних груп джерма, сунхай та маурі з заходу країни — тієї ж етнічної бази, на яку покладалися французи під час колоніального правління. Політбюро ніколи не містив членів груп хауса і фула, хоча хауса було численним населенням, що становило понад 40 % населення Нігеру.
Широко поширилися і громадські заворушення, причиною яких було звинувачення деяких міністрів уряду у незаконному привласненні запасів продовольчої допомоги і звинувачення Діорі в узурпації влади. Він, зокрема, отримав нові повноваження, оголосивши себе міністром оборони і закордонних справ.

## 1974—1990 роки
15 квітня 1974 року підполковник Сейні Каунтче очолив військовий переворот, який скинув правління Діорі. Діорі був ув'язнений до 1980 року і залишався під домашнім арештом. Уряд, який визнав правління військових, протримався до 1993 року. Хоча період правління військового уряду певною мірою був часом добробуту, він обмежував свободу і часто вдавався до свавільних тюремних ув'язнень та вбивств. Перші президентські вибори відбулися в 1993 році (через 33 роки після незалежності), а перші муніципальні вибори відбулися лише в 2007 році.

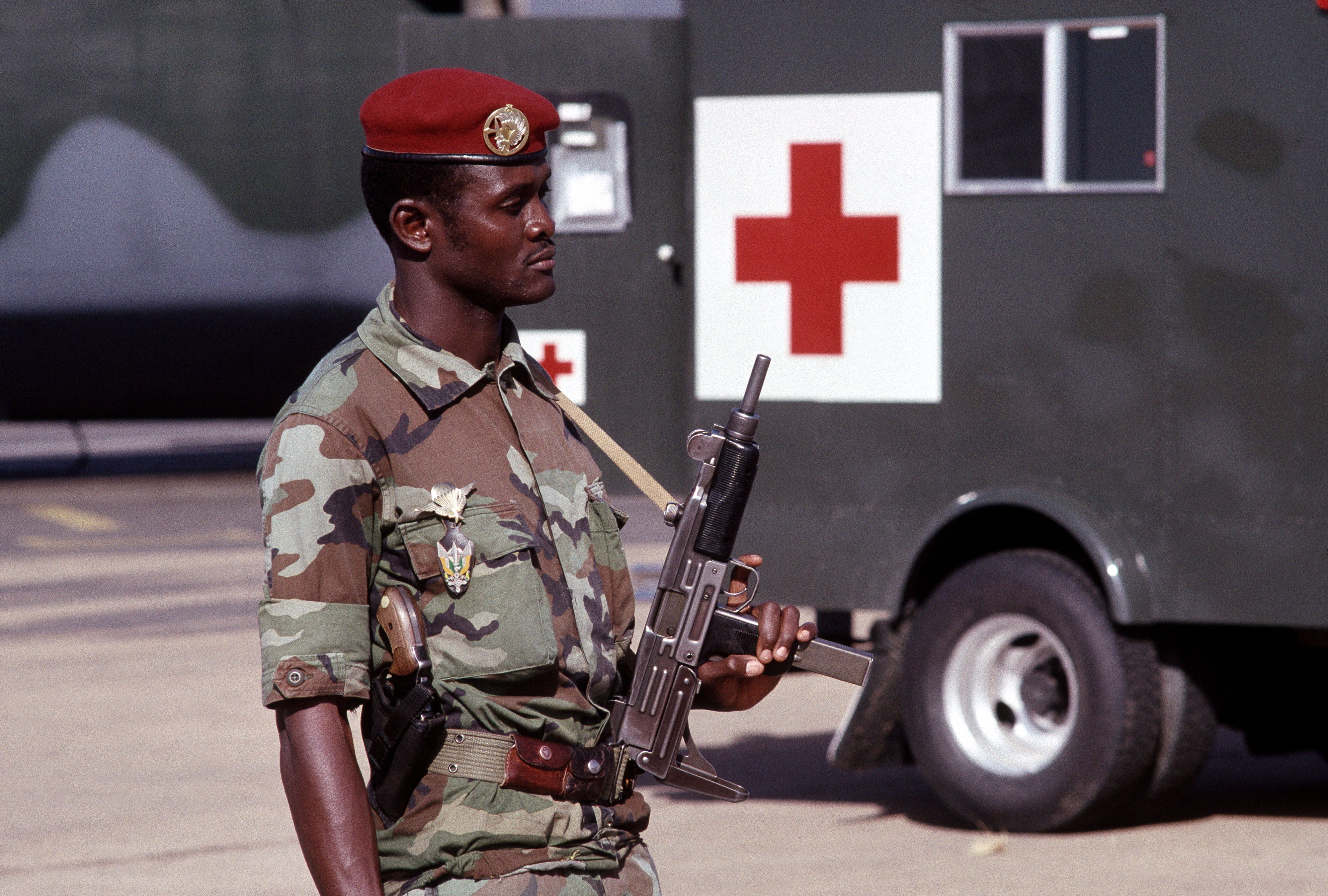
1988.

Після смерті в 1987 році Кунтче його наступником став начальник його штабу і двоюрідний брат, полковник Алі Сайбоу. Сайбоу лібералізував деякі закони і прийняв нову конституцію. Він звільнив політичних в'язнів, у тому числі Діорі і свого старого політичного ворога Джібо Бакарі. Однак зусилля президента Сайбоу зіткнулися з опором і вимогами студентів ввести багатопартійну демократичну систему. Режим Сайбоу погодився задовольнити вимоги до кінця 1990 року. Національна конференція була скликана в липні 1991 року, щоб підготувати ґрунт для ухвалення нової конституції і проведення вільних і справедливих виборів.

## 1990-ті роки
Перехідний уряд було сформовано в листопаді 1991 року для управління справами держави, доки не буде створено інститути Третьої республіки у квітні 1993 року. У той час як економічна ситуація погіршувалася, протягом перехідного періоду були і певні досягнення, зокрема успішне проведення конституційного референдуму; прийняття ключових законів, зокрема виборчого та аграрного кодексів, а також проведення вільних всенародніх виборів. Свобода друку сприяла появі ряду нових незалежних газет. У 1993 році Махаман Усман переміг на президентських виборах за підтримки коаліційних партій. Угода між сторонами розпалася в 1994 році. Усман оголосити про розпуск парламенту і призначив нові вибори в законодавчий орган, а партія Національний рух за розвиток суспільства (MNSD) отримала найбільшу кількість місць, відтак Усман був змушений призначити Хама Амадоу (MNSD) прем'єр-міністром.
У 1995 році уряд був вимушений підписати мирні угоди з учасниками партизанського руху туарегів. Уряд погодився поглинути деяких колишніх повстанців у свої військові ряди і, за сприяння Франції, намагався допомогти людям повернутися до продуктивного мирного життя.
Параліч влади між президентом і прем'єр-міністром призвів до повалення Третьої республіки і першого демократично обраного президента Нігеру 27 січня 1996 року. Новий лідер військових Ібрагім Баре залучив фахівців для розробки нової конституції Четвертої Республіки, створення якої було проголошено в травні 1996 року.
Баре організував президентські вибори в червні 1996 року. Він боровся проти чотирьох інших кандидатів, у тому числі Усмана. Перед тим Баре розпустив національний виборчий комітет і призначив інший, який оголосив його переможцем із більш ніж 50 % голосів виборців. Коли його зусилля, спрямовані на обґрунтування перевороту та наступні сумнівні вибори, не змогли переконати прихільників відновлення багатосторонньої та двосторонньої економічної допомоги, Баре проігнорував міжнародне ембарго щодо Лівії, шукаючи кошти для економіки Нігеру. Під час його правління знову відбувалися порушення основних громадянських свобод. Лідери опозиції були ув'язнені; журналістів часто заарештовували, їх била та депортувала неофіційна міліція, що складалася з міліції та військових; незалежні медіа-офіси були безкарно розграбовані і спалені.
У квітні 1999 року Баре був убитий у результаті державного перевороту під керівництвом майора Дауда Малам Ванке, який створив Раду національного примирення, що мала займатися розробкою проекту конституції П'ятої Республіки у французькому стилі напівпрезидентської системи. У голосуваннях, які міжнародні спостерігачі окреслили як загалом вільні та справедливі, виборці Нігерії схвалили нову конституцію у липні 1999 року та провели законодавчі та президентські вибори в жовтні та листопаді 1999 року. Танджа Мамаду став президентом. Рада перейшла до цивільного правління у грудні 1999 року.

## 2000-ні роки
У липні 2004 року Нігер провів муніципальні вибори по всій країні як частину процесу децентралізації. Близько 3700 осіб були обрані в нові органи місцевого самоврядування в 265 новостворених громад. MNSD правляча партія отримала більше посад, ніж всі інші політичні партії; однак опозиційні партії теж домоглися значних успіхів
У листопаді та грудні 2004 року в Нігері пройшли президентські й парламентські вибори. Мамаду Танджа був обраний на другий п'ятирічний президентський термін, отримавши 65 % голосів на виборах, які міжнародні спостерігачі назвали в цілому вільними й справедливими. Це були перші демократичні президентські вибори і тест для молодої демократії Нігеру.
У 2004 році на виборах у законодавчі органи партії, що входили до коаліції, які підтримувала Танджа, завоювали 88 з 113 місць у Національних зборах.
Друге туарезьке повстання в Нігерії розпочалося в 2007 році, коли з'явилася раніше невідома група «Mouvement des Nigeriens pour la Justice» (MNJ). Група складалася переважно з туарегів. Вона висунула низку вимог, здебільшого пов'язаних із розвитком північних регіонів. Повстанці нападали на військові та інші об'єкти, а на півночі закладали наземні міни. Унаслідок нестабільності була спустошена туристична індустрія Нігеру та затрималися інвестиції у видобуток нафти. Алжир допоміг узгодити мирну угоду у серпні 2008 року, яка була порушена групою повстанців вже у грудні. Нігер став ареною важких боїв, перш ніж запропонована у Лівії мирна угода була підтримана завдяки фракційному розколу серед повстанців. Угода встановлювала перемир'я та амністію для повстанців з травня 2009 року.
26 травня 2009 року Президент Танджа розпустив парламент після того, як Конституційний суд виніс рішення проти планів провести референдум, який мав дозволити йому залишитися на третій термін. Згідно з Конституцією, новий парламент мав бути обраний протягом трьох місяців. Це призвело до політичної боротьби між Танджа і його противниками, які вимагали, щоб він подав у відставку в кінці свого другого терміну в грудні 2009 року. Почалася конституційна криза. Військові захопили країну, а президента Танджа було ув'язнено за звинуваченням у корупції.
Військові зберегли свою обіцянку повернути країну до демократичного цивільного правління. Відбувся конституційний референдум та загальнонаціональні вибори. Президентські вибори відбулися 31 січня 2011 року, але оскільки не було чіткого переможця, 12 березня 2011 року відбулися перевибори. Президентом був обраний Махамад Ісуф із Демократично-соціалістичної партії Нігерії. Одночасно відбулись парламентські вибори.
У ніч з 30 на 31 березня 2021 року відбулася спроба державного перевороту. Це сталося за кілька днів до інавгурації Мохамеда Базума, обраного президента. 2 квітня 2021 року Мохамед Базум прийняв присягу і вступив на посаду.
26 липня 2023 року, згідно повідомлення інформаційного агентства The Associated Press, в Нігері, імовірно, відбувся військовий переворот, внаслідок якого заблокували Президента країни Мохамеда Базума. Військові заявили, що скинули демократично обраного президента Нігеру, оголосивши по державному телебаченню в середу пізно ввечері, що вони поклали край владі через погіршення ситуації з безпекою в африканській країні. Вони заявили, що всі інституції призупинили свою роботу, а ситуацію контролюють сили безпеки, закликали зовнішніх партнерів не втручатися. Ця заява була зроблена після дня невизначеності, коли члени президентської охорони Нігеру оточили президентський палац і затримали Президента Мохамеда Базума. Було незрозуміло, де перебував президент на момент оголошення, і чи подав він у відставку. "Це є наслідком триваючого погіршення ситуації з безпекою, поганого економічного і соціального управління", – зазначили у відеозверненні військові. Також додали, що повітряні та наземні кордони закриті, запроваджена комендантська година до стабілізації ситуації. Група, яка називає себе Національною радою захисту країни, заявила, що залишається прихильною до співпраці з міжнародним і національним співтовариством.
13 квітня 2024 року, за повідомленням каналу France 24, тисячі людей у столиці Нігеру протестували, вимагаючи негайного виведення військ США з півночі країни. На території Нігеру присутні понад 1000 американських солдатів. Як повідомляв Укрінформ, в середині березня Нігер денонсував свою угоду про військову співпрацю зі Сполученими Штатами з негайним її вступом у силу.